# Tourelle pour deux armes mixtes

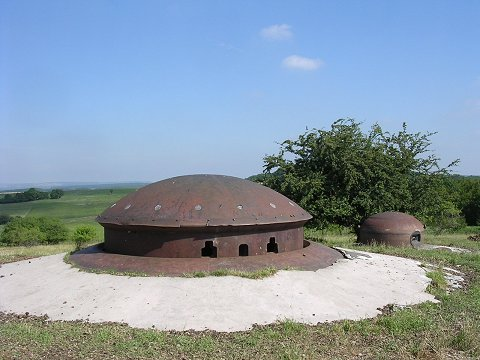
Tourelle pour deux armes mixtes.

La tourelle de 75 mm R modèle 1905 modifiée pour deux armes mixtes, ou plus simplement tourelle pour deux armes mixtes, est l'un des types de tourelle qui équipent les blocs d'infanterie de la ligne Maginot. Il s'agit d'un modèle de tourelle à éclipse, installé en saillie sur la dalle de béton de son bloc et armé avec deux armes mixtes (deux jumelages de mitrailleuses et deux canons de 25 mm AC).
Son rôle était d'assurer la défense de son ouvrage et le flanquement avec les casemates voisines.

## Caractéristiques

Schéma d'un bloc montrant le système de mise en batterie d'une tourelle.

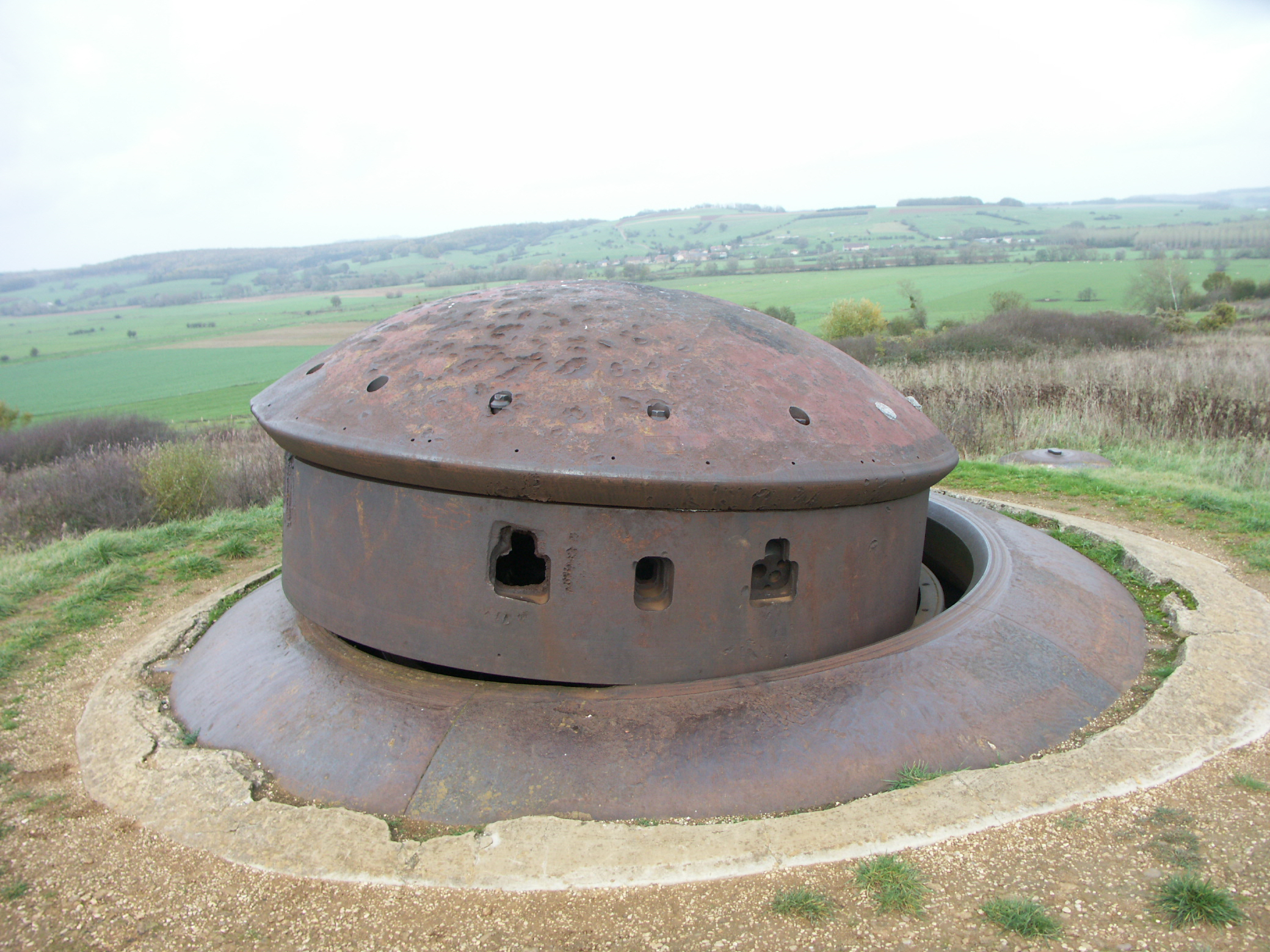
Tourelle pour deux armes mixtes arrachée par une charge explosive (ouvrage de La Ferté, bloc 2).

La tourelle pour deux armes mixtes fait 2,90 mètres de diamètre à l'extérieur et 135 tonnes au total. Sa partie mobile est mise en batterie à l'aide d'un contrepoids à l'extrémité d'un balancier, le tout étant en équilibre d'abord manuellement, puis à partir de 1934 grâce à un moteur. Une fois en batterie, elle émerge de 1,03 mètre au-dessus de son avant-cuirasse.
Son blindage est de 285 mm d'acier pour le toit et de 185 mm pour la muraille (la partie entre la toiture et l'avant-cuirasse). Une fois la tourelle éclipsée, la toiture repose sur les voussoirs d'acier de l'avant-cuirasse scellées dans la dalle de béton du bloc.

### Armes
Elle est armée avec deux armes mixtes, chacune composée d'un jumelages de mitrailleuses et d'un canon antichar, ce qui fait un total de quatre mitrailleuses et de deux canons.
Les mitrailleuses sont des MAC 31 de calibre 7,5 mm, d’une portée pratique de 1 200 mètres,. La dotation en munitions est théoriquement de 200 000 cartouches de 7,5 mm par jumelage, réparties entre les magasins de l'ouvrage et du bloc.
Les canons sont des canons antichars de 25 mm modèle 1934 raccourcis.

### Servants
Une tourelle pour deux armes mixtes nécessite une équipe de dix-huit hommes pour son service complet en situation de combat : un officier ou adjudant, trois sous-officiers et quatorze servants (l'équipe de combat est composée du quart de veille et du quart de piquet). En situation de veille, l'équipe est à demi-effectif (le quart de veille n'armant qu'une arme mixte).
L'équipe de combat se répartit à raison de deux sous-officiers (un sergent chef de chambre de tir et un caporal chargeur) et quatre servants (deux pointeurs-tireurs et deux chargeurs) dans la chambre de tir, un officier (chef de tourelle) et quatre servants (pourvoyeurs des norias) à l'étage intermédiaire, un sous-officier et cinq servants (pourvoyeurs garnissant les boîtes-chargeurs) à l'étage inférieur. Les six hommes tout en bas peuvent être utilisés pour faire les manœuvres d'éclipse en cas de panne électrique (marche à bras). S'y rajoute un caporal au PC (poste de commandement) du bloc, posté au téléphone.

### Équipements
Le chef de tourelle dispose d'un périscope pour repérer les objectifs, le pointage se faisant par la lunette de tir se trouvant entre les deux armes mixtes. Les armes mixtes peuvent être pointées indépendamment.
En cas d'assaut massif ou de nuit, le tir peut être réglé en automatique pour balayer en rotation à 20 centimètres au-dessus des réseaux barbelés, grâce à une came qui roule sur une circulaire.
Le refroidissement des tubes peut se faire par aspersion d'eau (20 litres d'eau sont prévus par jour, stockés dans des citernes situées à l'étage supérieur du bloc).
La communication entre le PC de l'ouvrage et celui du bloc se fait par téléphone, celle entre le PC du bloc et le poste de pointage se fait par transmetteur d'ordres (système visuel copié sur celui de la marine), tandis que celle entre l'étage intermédiaire et la chambre de tir se fait par tuyau acoustique ou par transmetteur,.

## Liste des tourelles
Les tourelles pour deux armes mixtes sont des tourelles pour deux pièces de 75 mm R modèle 1905 modifiées. Lors de l'extension de la ligne Maginot en 1934, treize tourelles modèle 1905 surnuméraires (commandées en 1913 pour moderniser les forts Séré de Rivières, livrables en 1915, elles n'avait pas été installées) sont réutilisées pour faire des économies et pour armer les blocs des « nouveaux fronts ».
Quelques modifications furent apportés, d'une part en renforçant la cuirasse, d'autre part en augmentant l'angle de tir (qui passe de 12° 45' à 30°). Une seule tourelle a été mise en place avec son armement initial.
Douze autres tourelles sont modifiées en 1934 en remplaçant les deux pièces de 75 mm par deux armes mixtes pour servir de tourelles d'infanterie. Elles sont toutes attribuées au front Nord-Est, après transformation par la Société des Ateliers et Chantiers de la Loire (établissement de Saint-Denis).
| Ouvrages | Numéros du bloc | Numéros de tourelle | Remarques          |
| -------- | --------------- | ------------------- | ------------------ |
| Eth      | 2               | 561                 | Démantelée en 1941 |

| Ouvrages    | Numéros du bloc | Numéros de tourelle | Remarques          |
| ----------- | --------------- | ------------------- | ------------------ |
| Les Sarts   | 2               | 563                 | Démantelée en 1941 |
| Bersillies  | 2               | 560                 | Démantelée en 1941 |
| La Salmagne | 1               | 562                 | Démantelée en 1941 |
| Boussois    | 2               | 553                 | Démantelée en 1941 |

| Ouvrages  | Numéros du bloc | Numéros de tourelle | Remarques                       |
| --------- | --------------- | ------------------- | ------------------------------- |
| La Ferté  | 2               | 571                 | Sautée lors des combats de 1940 |
| Chesnois  | 1               | 572                 | Transférée au musée de Fermont  |
| Thonnelle | 4               | 569                 | Encore en place, mais vide      |
| Vélosnes  | 1               | 570                 | Déposée en 1941                 |

| Ouvrages     | Numéros du bloc | Numéros de tourelle |
| ------------ | --------------- | ------------------- |
| Haut-Poirier | 2               | 566                 |

| Ouvrages  | Numéros du bloc | Numéros de tourelle |
| --------- | --------------- | ------------------- |
| Welschoff | 2               | 567                 |
| Rohrbach  | 1               | 568                 |